# Derick Brassard
Derick Brassard (né le 22 septembre 1987 à Hull dans la province de Québec au Canada) est un joueur professionnel canadien de hockey sur glace. Il évolue au poste de centre.

## Carrière en club
Il commence sa carrière dans la Ligue de hockey junior majeur du Québec avec les Voltigeurs de Drummondville en 2003. Il joue alors une dizaine de matchs et fait réellement ses débuts dans la LHJMQ lors de la saison suivante. À l'issue de cette saison, il reçoit le trophée Michel-Bergeron de la meilleure recrue offensive de la LHJMQ. Il est aussi élu meilleure recrue tous postes confondus et remporte la Coupe RDS.
Avant le début de la saison suivante, il est choisi lors du repêchage d'entrée dans la Ligue nationale de hockey par les Blue Jackets de Columbus au cours de la première ronde en (6e choix). Il continue à progresser dans la LHJMQ et gagne à la fin de la saison le trophée Michael-Bossy en tant que meilleur espoir de la ligue.

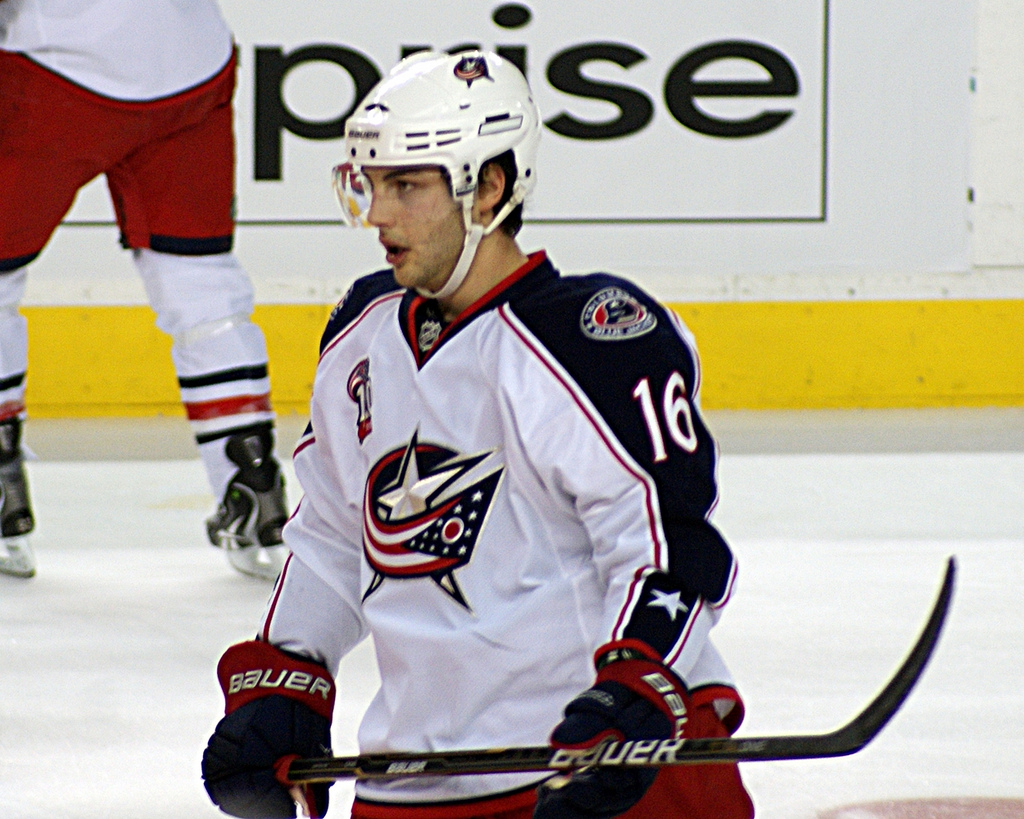
Brassard dans l'uniforme de Columbus

Il ne joue qu'une quinzaine de matchs au cours de la saison 2006-2007 puis rejoint le Crunch de Syracuse de la Ligue américaine de hockey pour la saison 2007-2008. Sa saison 2008-2009 fut rapidement écourtée, s'étant blessé lors d'un combat contre James Neal des Stars de Dallas le 18 décembre 2008. Le 3 avril 2013, il est échangé aux Rangers de New York lors de la transaction impliquant Marián Gáborík.
Le 18 juillet 2016, il est échangé avec un choix de septième tour au repêchage d'entrée 2018 aux Sénateurs d'Ottawa contre l'attaquant Mika Zibanejad et un choix de deuxième tour. Il y restera une saison et demie avant d'être échangé aux Penguins de Pittsburgh le 28 février 2018, dans une transaction complexe impliquant les Golden Knights de Vegas. Il est envoyé aux Penguins avec le prospect Vincent Dunn et un choix de troisième ronde pour le repêchage 2018, contre un choix de première ronde, et les joueurs Ian Cole et Filip Gustavsson. Cependant, il est d'abord passé aux Knights qui retiennent 40 % de sa masse salariale afin de respecter le plafond de Pittsburgh. Brassard y retrouve là-bas son ami et ancien coéquipier des Rangers Carl Hagelin.

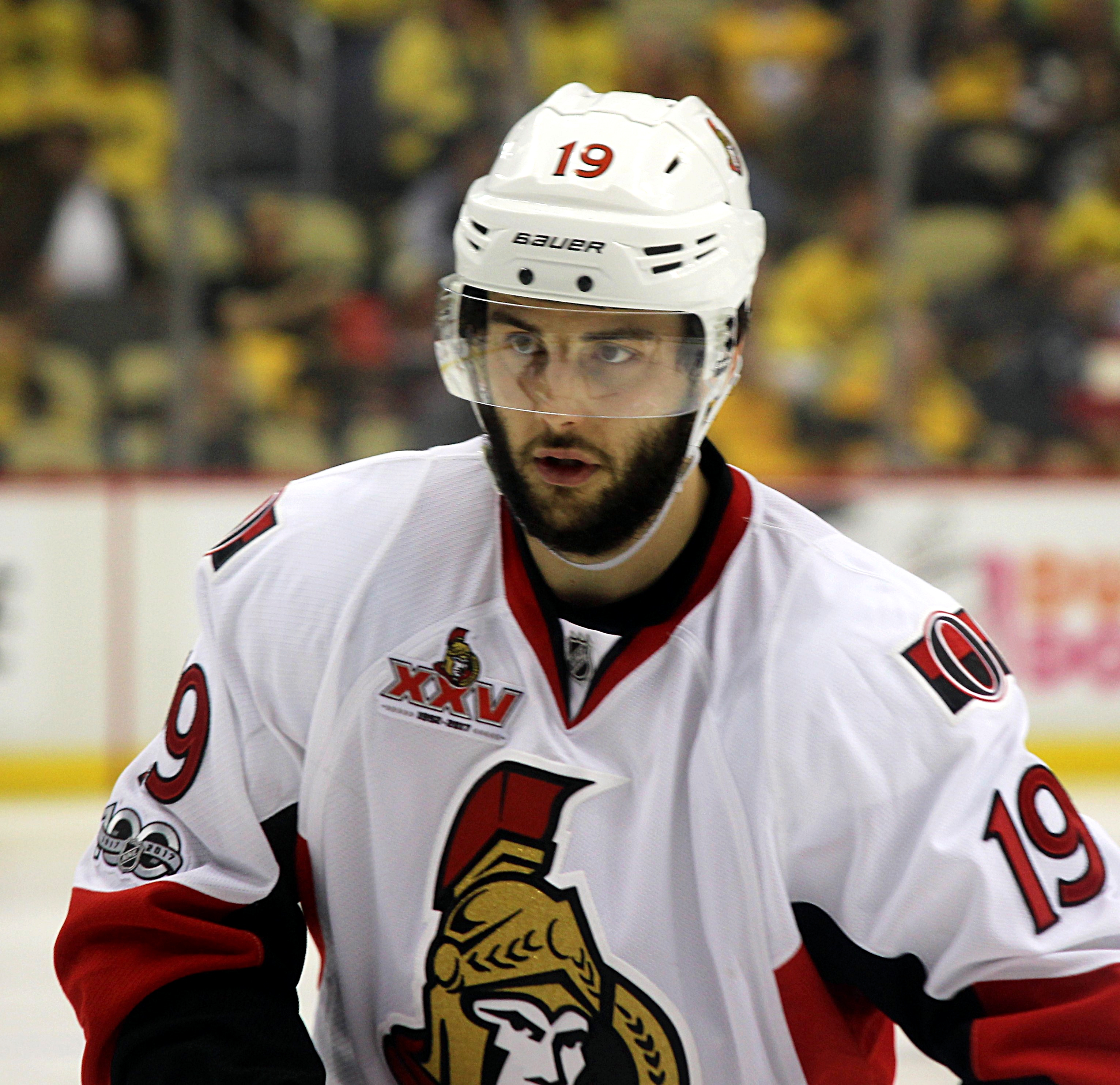
Brassard lors des séries éliminatoires avec Ottawa

Une saison et demie plus tard, il est à nouveau échangé cette fois aux Panthers de la Floride, en compagnie de Riley Sheahan et de choix de deuxième et de quatrième rondes pour le repêchage d'entrée 2019. Les Penguins récupèrent en échange les attaquants Nick Bjugstad et Jared McCann.
Le 25 février 2019 suivant, après tout juste 10 matchs avec les Panthers, il est échangé à l'Avalanche du Colorado avec un choix conditionnel de 6e ronde en 2020 en retour d'un choix de 3e tour en 2020.
Le 23 juin 2024, Derick Brassard annonce sa retraite.

## Statistiques

### En club
| Saison     | Équipe                      | Ligue      |       | Saison régulière | Saison régulière | Saison régulière | Saison régulière | Saison régulière |    | Séries éliminatoires | Séries éliminatoires | Séries éliminatoires | Séries éliminatoires | Séries éliminatoires |
| Saison     | Équipe                      | Ligue      | PJ    | B                | A                | Pts              | Pun              | PJ               | B  | A                    | Pts                  | Pun                  |                      |                      |
| 2003-2004  | Voltigeurs de Drummondville | LHJMQ      | 10    | 0                | 1                | 1                | 0                | 7                | 0  | 0                    | 0                    | 0                    |                      |                      |
| 2004-2005  | Voltigeurs de Drummondville | LHJMQ      | 68    | 25               | 51               | 76               | 25               | 6                | 1  | 5                    | 6                    | 6                    |                      |                      |
| 2005-2006  | Voltigeurs de Drummondville | LHJMQ      | 58    | 44               | 72               | 116              | 92               | 7                | 5  | 4                    | 9                    | 10                   |                      |                      |
| 2006-2007  | Voltigeurs de Drummondville | LHJMQ      | 14    | 6                | 19               | 25               | 24               | 12               | 9  | 15                   | 24                   | 12                   |                      |                      |
| 2007-2008  | Crunch de Syracuse          | LAH        | 42    | 15               | 36               | 51               | 51               | 13               | 4  | 9                    | 13                   | 10                   |                      |                      |
| 2007-2008  | Blue Jackets de Columbus    | LNH        | 17    | 1                | 1                | 2                | 6                | -                | -  | -                    | -                    | -                    |                      |                      |
| 2008-2009  | Blue Jackets de Columbus    | LNH        | 31    | 10               | 15               | 25               | 17               | -                | -  | -                    | -                    | -                    |                      |                      |
| 2009-2010  | Blue Jackets de Columbus    | LNH        | 79    | 9                | 27               | 36               | 48               | -                | -  | -                    | -                    | -                    |                      |                      |
| 2010-2011  | Blue Jackets de Columbus    | LNH        | 74    | 17               | 30               | 47               | 55               | -                | -  | -                    | -                    | -                    |                      |                      |
| 2011-2012  | Blue Jackets de Columbus    | LNH        | 74    | 14               | 27               | 41               | 42               | -                | -  | -                    | -                    | -                    |                      |                      |
| 2012-2013  | EC Red Bull Salzbourg       | EBEL       | 6     | 4                | 1                | 5                | 6                | -                | -  | -                    | -                    | -                    |                      |                      |
| 2012-2013  | Blue Jackets de Columbus    | LNH        | 34    | 7                | 11               | 18               | 16               | -                | -  | -                    | -                    | -                    |                      |                      |
| 2012-2013  | Rangers de New York         | LNH        | 13    | 5                | 6                | 11               | 0                | 12               | 2  | 10                   | 12                   | 2                    |                      |                      |
| 2013-2014  | Rangers de New York         | LNH        | 81    | 18               | 27               | 45               | 46               | 23               | 6  | 6                    | 12                   | 8                    |                      |                      |
| 2014-2015  | Rangers de New York         | LNH        | 80    | 19               | 41               | 60               | 34               | 19               | 9  | 7                    | 16                   | 20                   |                      |                      |
| 2015-2016  | Rangers de New York         | LNH        | 80    | 27               | 31               | 58               | 30               | 5                | 1  | 3                    | 4                    | 0                    |                      |                      |
| 2016-2017  | Sénateurs d'Ottawa          | LNH        | 81    | 14               | 25               | 39               | 24               | 19               | 4  | 7                    | 11                   | 8                    |                      |                      |
| 2017-2018  | Sénateurs d'Ottawa          | LNH        | 58    | 18               | 20               | 38               | 30               | -                | -  | -                    | -                    | -                    |                      |                      |
| 2017-2018  | Penguins de Pittsburgh      | LNH        | 14    | 3                | 5                | 8                | 4                | 12               | 1  | 3                    | 4                    | 4                    |                      |                      |
| 2018-2019  | Penguins de Pittsburgh      | LNH        | 40    | 9                | 6                | 15               | 29               | -                | -  | -                    | -                    | -                    |                      |                      |
| 2018-2019  | Panthers de la Floride      | LNH        | 10    | 1                | 3                | 4                | 2                | -                | -  | -                    | -                    | -                    |                      |                      |
| 2018-2019  | Avalanche du Colorado       | LNH        | 20    | 4                | 0                | 4                | 8                | 9                | 0  | 1                    | 1                    | 8                    |                      |                      |
| 2019-2020  | Islanders de New York       | LNH        | 66    | 10               | 22               | 32               | 16               | 18               | 2  | 6                    | 8                    | 6                    |                      |                      |
| 2020-2021  | Coyotes de l'Arizona        | LNH        | 53    | 8                | 12               | 20               | 12               | -                | -  | -                    | -                    | -                    |                      |                      |
| 2021-2022  | Flyers de Philadelphie      | LNH        | 31    | 6                | 10               | 16               | 10               | -                | -  | -                    | -                    | -                    |                      |                      |
| 2021-2022  | Oilers d'Edmonton           | LNH        | 15    | 2                | 1                | 3                | 6                | 1                | 0  | 0                    | 0                    | 0                    |                      |                      |
| 2022-2023  | Sénateurs d'Ottawa          | LNH        | 62    | 13               | 10               | 23               | 30               | -                | -  | -                    | -                    | -                    |                      |                      |
| Totaux LNH | Totaux LNH                  | Totaux LNH | 1 013 | 215              | 330              | 545              | 465              | 118              | 25 | 43                   | 68                   | 56                   |                      |                      |

### En équipe nationale
| Année | Équipe          | Compétition                  |    | PJ | B | A  | Pts | Pun               |  | Résultat |
| 2005  | Canada - 18 ans | Championnat du monde -18 ans | 6  | 0  | 4 | 4  | 6   | Médaille d'argent |  |          |
| 2016  | Canada          | Championnat du monde         | 10 | 5  | 6 | 11 | 4   | Médaille d'or     |  |          |